# Yajña

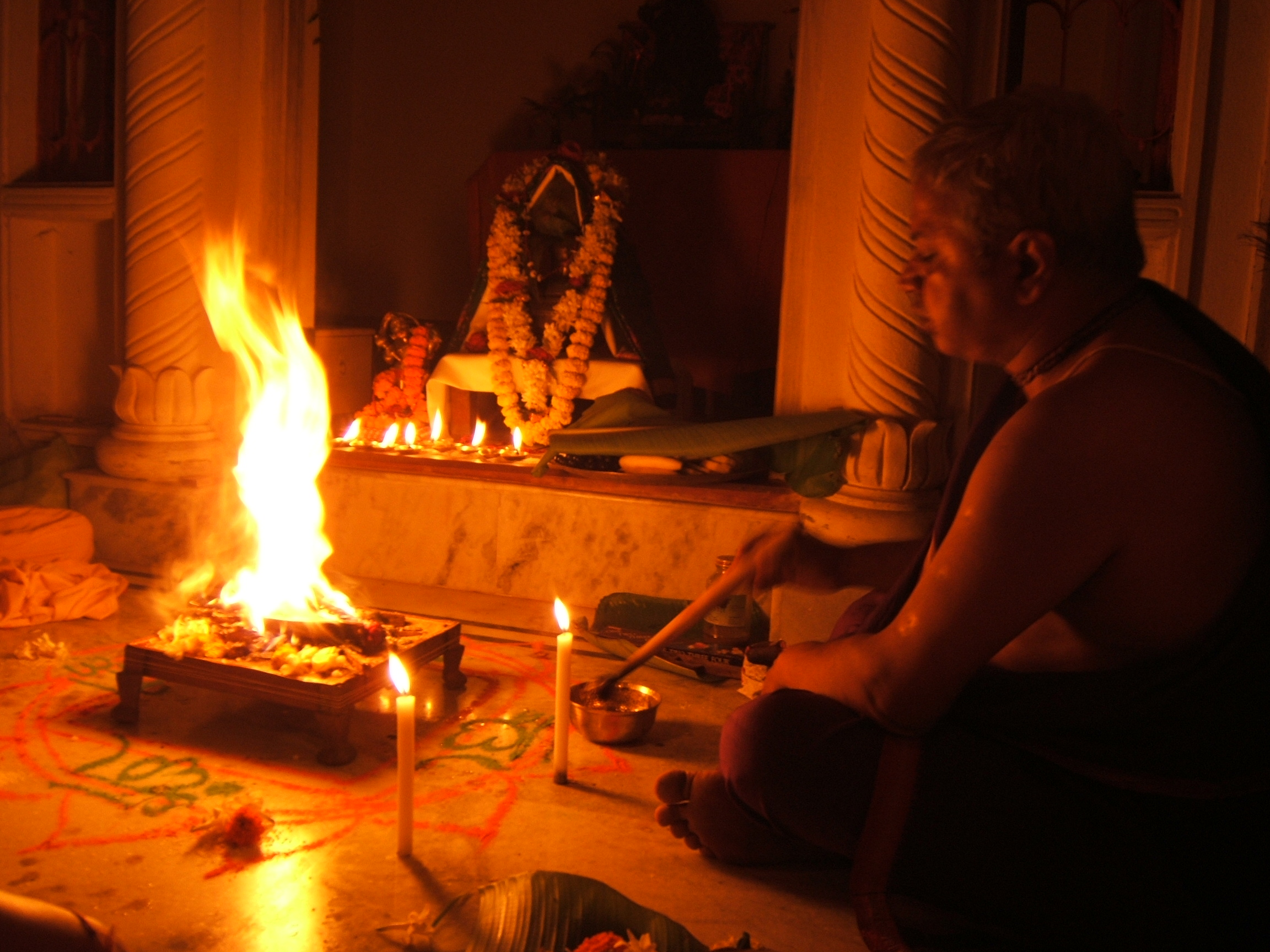
Brahmano che compie uno yajña.

Yajña è un sostantivo maschile sanscrito traducibile in italiano con i significati di "offerta", "oblazione" o "sacrificio", ma anche di "adorazione", "invocazione" o "preghiera", dalla radice yaj che vuol dire "offrire", "sacrificare".
Nelle religioni dell'India indica differenti riti cultuali con particolare riguardo al rito sacrificale.

## Loyajñanella cultura religiosa vedica e brahmanica
Nei Veda con il termine yajña si intende l'offerta sacrificale, il sacrificio. Così, infatti, apre il Ṛgveda (I-1,1), il Veda più antico risalente almeno al XV secolo a.C.:
(Ṛgveda, I-1,1)
Come evidenzia Saverio Sani il rituale del sacrificio vedico è il mezzo con cui gli uomini scambiavano doni con gli dèi. Saverio Sani nota anche come nella cultura sacrificale vedica siano del tutto assenti templi o costruzioni stabili dedicate ai sacrifici, non abbiamo inoltre elementi che possano far ritenere l'esistenza di statue o immagini delle divinità vediche.
Il luogo del "sacrificio vedico" era tuttavia delimitato e preparato con grande cura e precisione, con specifiche aree deputate a riti particolari. Il sacrificio vedico poteva essere tuttavia celebrato in qualsiasi luogo scelto, il che si adattava alla vita seminomade degli antichi arii. Gli attrezzi adibiti al sacrificio (vasi, coppe, mestoli, etc. collettivamente indicati con il sostantivo maschile sambhārá) provenivano da quelli utilizzati durante la vita quotidiana e resi sacri solo sul momento. Elemento fondamentale del "sacrificio vedico" era il fuoco e asse centrale del suo rito era l'offerta al fuoco di alimenti o bevande. L'atto di offerta al fuoco era denominato agnihotra (offerta al fuoco), qualsivoglia cerimonia vedica comprendeva l'agnihotra. In questo rito del fuoco tale elemento doveva rimanere sempre acceso, il suo spegnimento preannunciava delle sciagure e richiedeva dei riti riparatori. Il numero dei fuochi rituali dipendeva dalla solennità dell'agnihotra: uno per quello domestico (denominato grhya), tre per le celebrazioni maggiormente solenni (denominate śrauta):
- il più importante, denominato gārhapatya, è posto ad Ovest su una sede circolare ed è il luogo dove dimora l'Agni originario; con questo fuoco alimentato esclusivamente dal capofamiglia, dalla moglie o dal primogenito viene attinta la fiamma per il secondo fuoco;
- il secondo fuoco, sede dell'Agni sacrificante, è posto da Est su base quadrata; denominato āhavanīya;
- il terzo fuoco (lo anvāhāryapacana), di base semicircolare è posto a Sud ed è di supporto al fuoco orientale in quanto è il fuoco del sacrificio del riso situato a destra dell'officiante quando egli è rivolto verso l'Oriente, questo fuoco è il fuoco che consuma con i suoi sacrifici i pericoli e la morte (mṛtyu) che dal Meridione provengono.

Questi fuochi erano sovrastati da una lunga copertura orientata verso Est composta da quattro ingressi. Tra il gārhapatya e l'āhavanīya veniva creato uno spazio togliendo lo strato superficiale della terra e ricoprendolo con erba tagliata, in tale spazio, denominato vedi, venivano poste le offerte sacrificali. Qui prendevano posto gli Dei convenuti per saziarsi delle libagioni e degli inni. Lo spazio della vedi, di forma trapezoidale, era disegnato similmente a quello di una donna con dei fianchi larghi: la parte superiore (lato stretto) era rivolta ad Est, la base (il lato largo) ad Ovest e i lati inclinati verso l'interno, in modo che le spalle 'strette' della figura femminile corrispondessero al fuoco āhavanīya. La terra rimossa (utkara) per la vedi veniva posta a Nord insieme ai rifiuti, sempre a settentrione, ma dell'āhavanīya, veniva collocato un recipiente d'acqua.
Compiuto l'intero rito del sacrificio, l'erba sottostante veniva bruciata in quanto essendo stata a contatto con il sacro la si considerava potenzialmente pericolosa. Anne-Marie Esnoul evidenzia come nella civiltà e nella letteratura religiosa vedica (comprensiva in questo caso dei Veda e dei loro commentari Brāhmaṇa) e nei riti sacrificali lì riportati non si riscontra alcuna riflessione sulla 'sofferenza' nel mondo, sul ciclo delle rinascite (saṃsāra) e, di conseguenza sui percorsi di liberazione da esso quanto piuttosto il godimento (bhukti) della vita terrena. Il rituale vedico ha quindi come scopo la felicità terrena e il godimento della vita ottenuti grazie alla benevolenza degli Dei invocati.
Gli esecutori del sacrificio, spesso eseguito dietro un compenso (per lo più in oro o vacche), erano i sacerdoti (ṛtvij), il cui numero dipendeva dalla solennità del rito. Nel pieno del successivo sviluppo vedico (intorno al X secolo a.C.), i compiti di principali officianti (ṛtvij) del rito più importante, il soma (l'haoma dell'Avestā) si distingueranno, tuttavia, in sole quattro "qualità" sacerdotali: brāhmaṇa, adhvaryu, udgātṛ e hotṛ. Ognuno di questi quattro sacerdoti veniva coadiuvato da ulteriori tre assistenti (samhita). E, come all'hotṛ veniva assegnato il compito di recitare il Ṛgveda, gli altri tre officianti avevano rispettivamente il compito di recitare: l'adhvaryu lo Yajurveda; l'udgātṛ il Sāmaveda, mentre al brāhmaṇa non solo veniva affidata la recitazione del quarto Veda, l'Atharvaveda, ma anche il compito di controllare e soprintendere all'intero rito e la recitazione degli altri tre Veda rappresentando, l'Atharvaveda, il loro compimento. Sempre nel Ṛgveda (X-71,11) i compiti dei quattro officianti vengono riassunti nel singolo brāhmaṇa essendo costui quello che rappresenta l'intero sacerdozio in quanto sa, conosce (vidyā) ed esprime il Brahman. Ne consegue che il brāhmaṇa, il sacerdote della società vedica, è colui che è in grado di conoscere e insegnare la rivelazione cosmica. Questo sviluppo della letteratura vedica porterà ad identificare nel termine brāhmaṇa gli interi compiti della casta sacerdotale.
Colui che chiedeva l'esecuzione del rito (lo yajamāna) ne otteneva i benefici o le avversità (nel caso di un rito dall'esito infausto), ma non partecipava direttamente allo stesso.

### Tipologie e descrizione del sacrificio vedico
Ogni azione del rituale sacrificale prevedeva la recitazione di una precisa formula attinta dai Veda.
Il sacrificio consisteva essenzialmente nel gettare nel fuoco (juhoti, "Lui versa") una porzione minima dell'alimento o della bevanda offerta: frutta o verdure (auṣasha), burro chiarificato (ghṛtha o ājya), latte (payas), carne (māṃsa), cagliate (dadhi), soma, farinate (piṣṭa), riso in chicchi (taṇḍula), riso bollito e pigiato (pṛthuka), pelle (tvac) etc..
I sacerdoti partecipanti al rito sacrificale così si disponevano:
- colui che chiedeva il sacrificio, lo yajamāna, si sedeva a Sud dello āhavanīya;
- lo hotṛ si sedeva Nord-Ovest della vedi;
- lo agnīdhra, il sacerdote rappresentante di Agni e che nella sua qualifica di agnīdh aveva acceso il fuoco, si sedeva a Nord della vedi;
- il brahman ad Est dello yajamāna;
- lo adhvaryu si muoveva lungo lo spazio senza avere una collocazione precisa.
- Nelle normali offerte di ghṛtha che avviano e seguono le offerte di vegetali (offerta principale, pradhāna) lo schema rituale è il seguente.

Il sacerdote deputato allo juhoti era generalmente l'adhvaryu, il sacerdote collegato allo Yajurveda, coadiuvato da altri sacerdoti nei riti più complessi.
L'adhvaryu si poneva in piedi davanti al fuoco sacrificale e invocava lo agnīdhra:
- adhvaryu: oṃśrāvaya ("possa ascoltarci");
- agnīdhra: Astu śrauṣaṭ ("Così sia, si ascolti")

A questo punto adhvaryu invitava lo hotṛ, il sacerdote collegato al Ṛgveda, a recitare le formule dell'offerta (yājyā) indicando il Dio a cui va indirizzata l'offerta.
Lo hotṛ avvia il verso iniziando con ye yajāmahe ("noi veneriamo") e concludendo con vauṣaṭ che consente all'adhvaryu di versare l'offerta nel fuoco, mentre lo yajamāna pronuncia un verso, denominato tyāga (abbandono, rinuncia), a favore del Dio: agnaye idam na mama ("ad Agni non per me", questo nel caso di una offerta ad Agni).
- Nel sacrificio animale (paśubandha) allo spazio descritto più sopra veniva aggiunto un'ulteriore superficie denominata mahāvedi (Grande vedi)